# Władysław Drużyłowski (zesłaniec)
Władysław Drużyłowski (ur. ok. 1810, zm. 7 marca?/19 marca 1837 w Omsku) – polski zesłaniec, uczestnik powstania listopadowego, współorganizator spisku omskiego.
Za udział w powstaniu został pozbawiony szlachectwa i karnie wcielony do Korpusu Syberyjskiego, służył w Tobolsku, gdzie stacjonował 1 Syberyjski Batalion Liniowy. Potem przeniesiony został do Omska. Był w Omsku nauczycielem w szkole kozackiej, wykładał algebrę. Zaangażował się w tzw. spisek omski, przygotowując zbiorową ucieczkę zesłańców. W 1833 spisek ten wykryto na podstawie donosu; Drużyłowski został aresztowany i po trzyletnim śledztwie skazany na 6 tysięcy kijów. Po wykonaniu wyroku miał zostać dalej zesłany, na dożywotnią pracę w kopalniach Nerczyńska.
Nie przeżył egzekucji, podobnie jak inny z przywódców spisku Jan Henryk Sierociński; kilka dni później zmarł w szpitalnym więzieniu. Trzeci spiskowiec Franciszek Ksawery Szokalski, także skazany na 6 tysięcy kijów, uniknął śmierci dzięki łagodniejszemu potraktowaniu w czasie wykonania wyroku, co zawdzięczał lekarzowi batalionowemu.